# Кзыл-Юлдузский район
Кзыл-Юлдузский район (тат. Кызыл Йолдыз районы) — бывший административный район Татарской АССР с центром в селе Кутлу-Букаш, существовавший в 1935—1959 годах.

## История
Кзыл-Юлдузский район был образован 10 февраля 1935 года.
По данным на 1 января 1948 года в районе было 34 сельсовета: Алан-Полянский, Албайский, Берсут-Сукачинский, Биек-Тауский, Больше-Арташский, Больше-Кадряковский, Больше-Машлякский, Верхне-Берсутский, Верхне-Суньский, Верхне-Тимерликский, Владимирский, Еникей-Чишминский, Зянгар-Кульский, Катмышский, Козяково-Челнинский, Кугарчинский, Кукеевский, Кулущинский, Кутлу-Букашский, Мало-Суньский, Мельнично-Починокский, Нижне-Суньский, Нижне-Темирликский, Околодок-Янга-Салский, Средне-Суньский, Стекольно-Заводский, Тябердино-Челнинский, Уреево-Челнинский, Урманчеевский, Усалинский, Шеморбашевский, Шумбутский, Юлсубинский и Ямашевский.
8 мая 1952 года район вошёл в состав Казанской области Татарской АССР. 30 апреля 1953 года в связи с ликвидацией областей был возвращён в прямое подчинение Татарской АССР.
26 марта 1959 года Кзыл-Юлдузский район был упразднён, а его территория передана в Мамадышский и Рыбно-Слободский районы.

## Население
По данным переписи 1939 года, в Кзыл-Юлдузском районе проживало 45 911 человек, в том числе татары — 82,1 %, русские — 17,2 %,.